# Annelise Lehmann-Tovote
Annelise Lehmann-Tovote, geb. Tovote (* 1908 in Hildesheim; † 1968 in Tübingen), war eine deutsche Fotografin.

## Leben
Annelise Tovote besuchte die Kunstgewerbeschule in Hildesheim und absolvierte eine Fotografenlehre. Nach dem Besuch der Meisterklasse bei Willy Zielke an der Bayerischen Staatslehranstalt für Lichtbildwesen eröffnete sie 1929 ein Porträtatelier in Hildesheim. 1931 begann sie in Leipzig als Werbefotografin für den Bayer-Verlag zu arbeiten. Sie war in Leipzig von 1936 bis 1940 in der Kochstraße 66 und von 1940 bis 1943 in der Ludendorffstraße 38 ansässig. 1933 heiratete sie den promovierten Kunsthistoriker und Fotografen Edgar Lehmann aus Mannheim, mit dem sie drei Kinder bekam. Das Ehepaar arbeitete zusammen und veröffentlichte seine Bilder unter dem Namen „Foto Lehmann-Tovote“, unter anderem in Zeitschriften und Kalendern. Durch Kriegseinwirkungen verlor Annelise Lehmann-Tovote im Jahr 1943 fast ihre gesamte fotografische Ausrüstung. 
In Lützelsachsen an der Bergstraße betrieb sie ab 1949 wieder ein Fotostudio. Sie schuf in der Nachkriegszeit unter anderem Bilder für die Festschrift der Trikotwarenfabrik Heinrich Maute Geflochten – Gestrickt – Gewirkt. Ab 1950 betrieb sie in Tübingen ein Atelier für Industrie- und Werbefotografie. 1952 trennte sich das Ehepaar Lehmann-Tovote. 
Annelise Lehmann-Tovote wurde in die Gesellschaft Deutscher Lichtbildner berufen. Ihr Atelier gab sie im Jahr 1959 auf. Was mit ihrem Archiv geschah, ist laut dem Haus der Geschichte der Bundesrepublik Deutschland nicht bekannt. Ein „Stammbaum der Familie und Sippe Tofote, Thofote, Taufaute, Tovote aus Boffzen-Holzminden, Süd-Hannover-Braunschweig“ befindet sich im Leipziger Teil der DNB. Lehmann-Tovote war in der Ausstellung frauenobjektiv. Fotografinnen 1940 bis 1950 des Hauses der Geschichte vertreten.